# 岡山県道274号福田老松線
岡山県道274号福田老松線（おかやまけんどう274ごう ふくだおいまつせん）は、岡山県倉敷市を通る一般県道である。

## 概要
倉敷市東塚5丁目と倉敷市川西町を結ぶ。
倉敷市の倉敷地域と水島地域を結ぶ路線の1つである。
かつては岡山県道274号味野呼松倉敷線だったが、1982年（昭和57年）に倉敷市広江1丁目以南が国道430号に昇格したことから路線が短縮され、現路線が成立した。
また、従来の路線は｢大高街道｣と呼ばれている。

### 路線データ
- 起点：岡山県倉敷市東塚5丁目（松竹梅南交差点、岡山県道428号倉敷西環状線交点）
- 終点：岡山県倉敷市川西町（NTT倉敷東交差点、国道429号交点）
- 総延長：8.3km

## 路線状況
倉敷市福田町浦田の岡山県道275号藤戸連島線との立体交差では本路線から連島・霞橋方面に行くことはできない。
全線上下2車線以上である。ただし、右左折が多いうえ、車線数が安定しない。

### 別名
- 大高街道（倉敷市）

### 重複区間
- 岡山県道275号藤戸連島線（倉敷市福田町浦田 - 倉敷市福井）

## 地理

### 通過する自治体
- 倉敷市

### 交差する道路
| 交差する道路                         | 交差する場所 | 交差する場所           |
| ------------------------------------ | ------------ | ---------------------- |
| 岡山県道428号倉敷西環状線            | 東塚5丁目    | 松竹梅南交差点 / 起点  |
| 岡山県道275号藤戸連島線 重複区間起点 | 福田町浦田   |                        |
| 岡山県道275号藤戸連島線 重複区間終点 | 福井         |                        |
| 国道2号 / 岡山バイパス               | 東富井       | 大高交差点             |
| 国道429号                            | 川西町       | NTT倉敷東交差点 / 終点 |

### 沿線
- 水島緑地福田公園
- 倉敷市立福田南中学校
- 倉敷市立福田中学校
- ライフパーク倉敷
- 岡山県立倉敷古城池高等学校
- 水島臨海鉄道水島本線 浦田駅
- 倉敷市立倉敷南小学校
- 倉敷市立大高小学校
- 岡山県立倉敷工業高等学校
- 倉敷市立工業高等学校